# Каменский сельский совет (Софиевский район)
Каменский сельский совет (укр. Кам'янська сільська рада) — входит в состав
Софиевского района
Днепропетровской области
Украины.
Административный центр сельского совета находится в 
с. Каменка.

## Населённые пункты совета
- с. Каменка
- с. Вишнёвое
- с. Излучистое
- с. Алексеевка
- с. Новохортица